# Csénye
Csénye là một thị trấn thuộc hạt Vas, Hungary. Thị trấn này có diện tích 19,12 km², dân số năm 2010 là 723 người, mật độ 38 người/km².